# Chesias linogrisearia
Chesias linogrisearia là một loài bướm đêm trong họ Geometridae.